# Die Nerven
Die Nerven est un groupe de post-punk allemand, originaire de Stuttgart.

## Biographie
Die Nerven est d'abord un groupe lo-fi fondé par Julian Knoth et Max Rieger. Grâce à l'album démo Asoziale Medien, il signe avec le label indépendant This Charming Man. En 2012, sort l'album Fluidum. Le groupe bénéficie d'un bon accueil critique, aussi pour ses concerts. Jan Wigger de Spiegel Online définit l'album de riche. 
Ils sortent ensuite leur deuxième album tudio, Fun, au label This Charming Man. La rédaction de laut.de classe Fluidum 11e meilleur album de l'année 2014. Il atteint la deuxième place des charts allemands. Christian Ihle de taz.de le considère comme meilleur groupe du pays.
Le 9 octobre 2015, Glitterhouse sort leur troisième album, Out. Le Junge Welt le considère comme meilleur album pop de 2015.

## Style musical
Le groupe joue un mélange de différents styles punk et post-punk avec des paroles en allemand à prédominance négative et sombre. Leur style musical est influencé par différents groupes comme Sonic Youth pour les riffs de guitare, ou Black Sabbath.

## Discographie

### Albums studio
- 2012 : Fluidum
- 2014 : Fun (This Charming Man)
- 2018 : Fake[7]

### Singles et EP
- 2012 : Sommerzeit, Traurigkeit
- 2013 : Fick dich Alter! (split avec Candelilla)
- 2013 : Nichts neues
- 2013 : Split-7 avec Freiburg
- 2014 : Hörst du mir zu?